# Phrynobatrachus pallidus
Phrynobatrachus pallidus är en groddjursart som beskrevs av Martin Pickersgill 2007. Phrynobatrachus pallidus ingår i släktet Phrynobatrachus och familjen Phrynobatrachidae. IUCN kategoriserar arten globalt som livskraftig. Inga underarter finns listade i Catalogue of Life.